# Alexis Jacquemin
Pour les articles homonymes, voir jacquemin.
Alexis Jacquemin, né le 24 juillet 1938 et mort le 14 août 2004, est un professeur à l'Université catholique de Louvain. Durant toute sa carrière, il insistera sur les liens qui unissent l'économie et le droit.

## Biographie
Alexis Jacquemin est  docteur en droit et en sciences économiques, Il fut président des étudiants sociaux chrétiens.

## Distinctions
- Prix européen Émile Bernheim (1983)
- Prix Francqui (1983)
- Doctorat honoris causa de l'université d'Anvers (1992)[1]

## Ouvrages
- Le droit économique, in col. Que sais-je? n° 1383, P.U.F., Paris, 1970.
- Fondements d'économie politique (avec Henry Tulkens).
- Sélection et pouvoir de la nouvelle économie industrielle
- Le droit économique, serviteur de l'économie?, in  "Revue trimestrielle de Droit Commercial", n° 2, 1972.
- Horizontal mergers and competition policy in the European Community, avec  Fabienne Ilzkovitz et Pierre-André Buigues, European Economy, 1989